# Bence Máté
Dans les noms hongrois, le nom de famille précède le prénom, mais cet article utilise l’ordre habituel en français, où le prénom précède le nom.
Bence Máté, né le 26 février 1985 à Szeged, est un photographe animalier hongrois. 
Il est le pionnier de la technique one-way glass photography (photographie à travers une vitre sans tain) qui est utilisée par de nombreux photographes animaliers dans le monde entier. 
En 2010, son image Marvel of Ants (miracle des fourmis) gagne le titre prestigieux du Wildlife Photographer of the Year (photographe de la faune sauvage de l’année). Il est à ce jour[Quand ?] le seul participant à avoir gagné ce titre à la fois dans la catégorie jeune et adulte de la compétition.

## Biographie
Bence Máté est né à Szeged le 26 février 1985. Son père, Gábor Máté est professeur de mathématique et de technologie. Sa mère, Ildikó Máté est enseignante. Il a un frère cadet, Soma Máté. Alors qu'il a 2 ans, Bence et sa famille déménagent à l’orée du village de Pusztaszer, et construisent une maison près des marécages. Depuis la fenêtre de sa chambre Bence a vue sur les roselières ; c’est là qu’il prend ses premières photos d’oiseaux.
Bence Máté fréquente l’école primaire de Pustaszer, où ses deux parents enseignent. Cependant, il ne se sent pas à sa place dans sa classe. Plus tard, en 1999 à la Kiss Ferenc Forestry High School, il se sent de plus en plus étouffé par le système éducatif. À l’âge de 13 ans déjà, il passe une grande majorité de son temps libre à prendre des photos de la vie sauvage. Ses professeurs encouragent cette passion. Bence gagne alors les troisième (2001) et deuxième (2002) prix pour les conférences qu’il donne au concours de Kitaibel Pál National Conservation et qu’il illustre avec ses propres clichés photographiques. 
À l’école primaire, Bence joint le club ornithologique pour enfants et il commence ainsi à découvrir les richesses naturelles qui entourent son village. Son intérêt pour la nature s’accentue, résultat des stages de préservation de la nature ainsi que d’un stage d’artisans nomades auxquels il participe entre 1993 et 1996. Ces stages étaient menés par son professeur de biologie, Zsolt Mészáros. Bence se fait de l’argent grâce à son élevage de lapins et à son artisanat. Il peut ainsi se procurer un appareil photo Zenit 4.5/300, qu’il peint en couleur de camouflage afin de pouvoir approcher plus discrètement les oiseaux. En novembre 1998, il construit son premier affût en roseaux (structures camouflées permettant d’observer les animaux sans être vu).
En 2000, Bence est nommé « jeune photographe de vie sauvage de l’année » en Hongrie (Young Wildlife Photographer of The Year). Il gagnera ce titre à cinq reprises entre 2000 et 2004.
Il assiste en 2001 à sa première cérémonie à la BBC, Wildlife Photographer of the Year Award ; les frais aériens furent pris en charge par le personnel de son école. Son image Susliks est largement admirée au concours des jeunes photographes de faune sauvage de l’année organisé par la BBC (BBC Young Wildlife Photographer of the Year competition). L’année suivante, en 2002, sa photo Recycling lui fait gagner le titre de jeune photographe nature de l’année dans la même compétition. En 2003, il arrête l’école pendant six mois afin d’apprendre l’anglais à Londres où il gagne sa vie grâce avec des petits boulots . De retour en Hongrie, Bence retourne dans son école pour sa dernière année. Il a cependant manqué trop de cours et décide en octobre 2003 de poursuivre sa scolarité à domicile. Ce système lui permet également de consacrer plus de temps à la photographie.
L'université de Hongrie occidentale lui offre une place en 2004. Cependant, étant fort pris par sa passion photographique, il n’accepte pas l’offre.
En 2002, à l’âge de 17 ans, il devient le plus jeune membre de naturArt, l’association des photographes nature hongrois. Il continue de construire des affûts, dont certains sont souterrains, et à expérimenter de nouveaux clichés.

### Carrière professionnelle

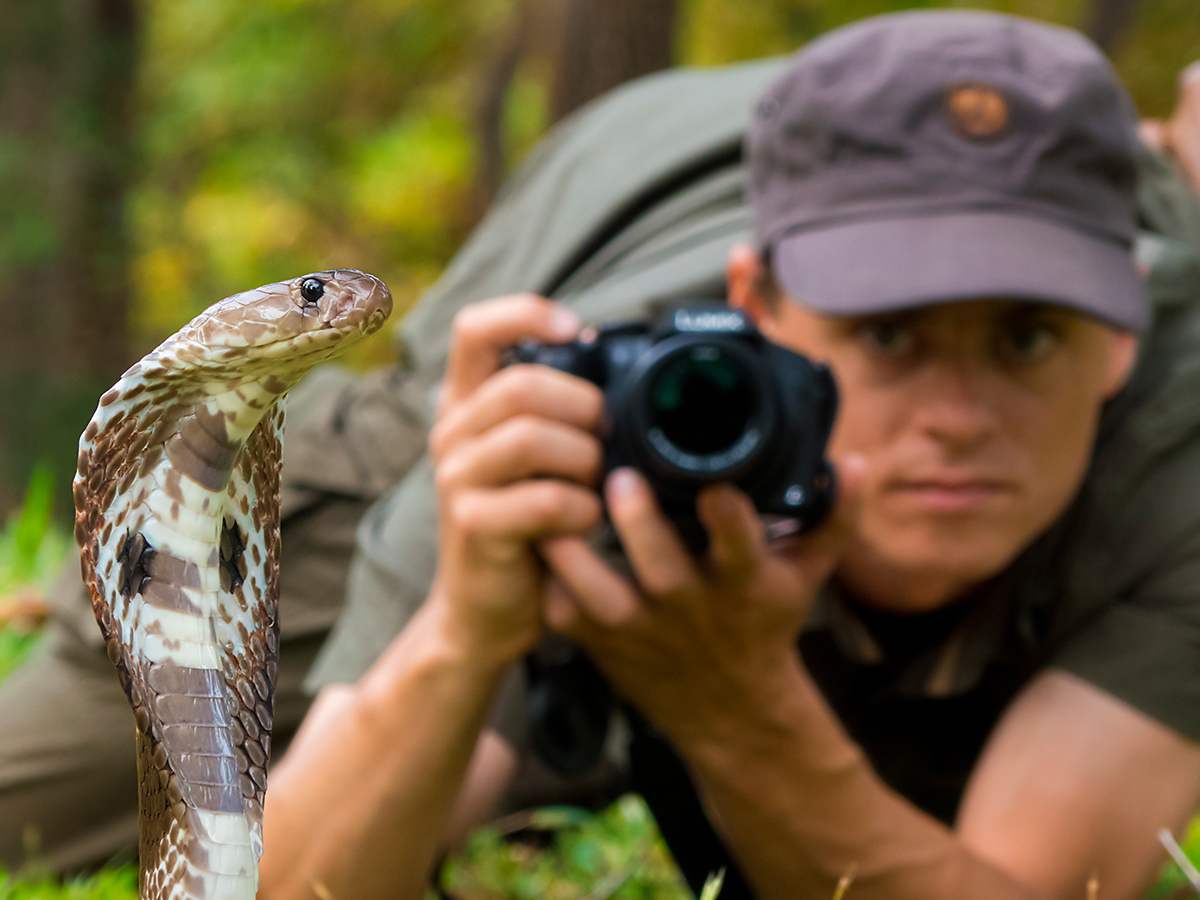
Bence photographiant un cobra au Sri Lanka

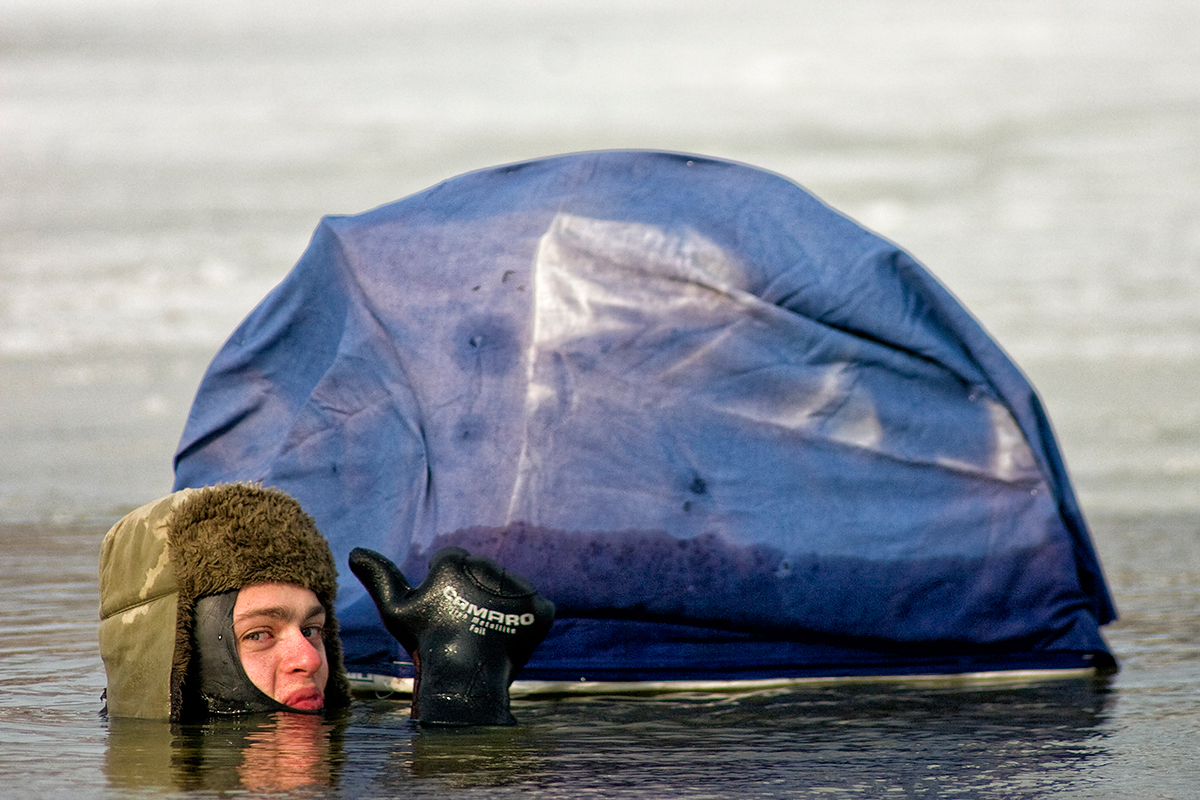
Affût dans l'eau glacée, 2005

Le 1er octobre 2003, à l’âge de 18 ans, Bence fonde son entreprise et commence à gagner sa vie grâce aux concours photos et conférences auxquels il participe, aux articles qu’il écrit, aux expositions qu’il organise et à la vente de ses images. Il continue également à passer beaucoup de temps dans la nature, dans ses affûts camouflés.
En novembre 2004, il change de technologie photographique en passant de l'argentique au numérique. Au printemps 2005, il expérimente la prise de vue à travers une vitre sans tain. Cette technique lui permet de photographier de plus près des animaux plus farouches sans les déranger. Elle s’est vite répandue chez les photographes travaillant avec des affûts.
Bence attire l’attention du monde photographique international lorsqu’il gagne en 2005 le prix The BBC Wildlife Photographer of the Year’s Eric Hosking Award (pour photographes âgés de 18 à 26 ans). Il est ensuite invité à photographier la vie sauvage du Parc national de la Pripiat en Biélorussie pour illustrer un livre de géographie, Wild Wonders of Europe, un livre promouvant la préservation de la nature. Cet ouvrage présente des clichés des 69 photographes animaliers européens les plus talentueux, qui photographient les richesses naturelles de 48 pays européens.

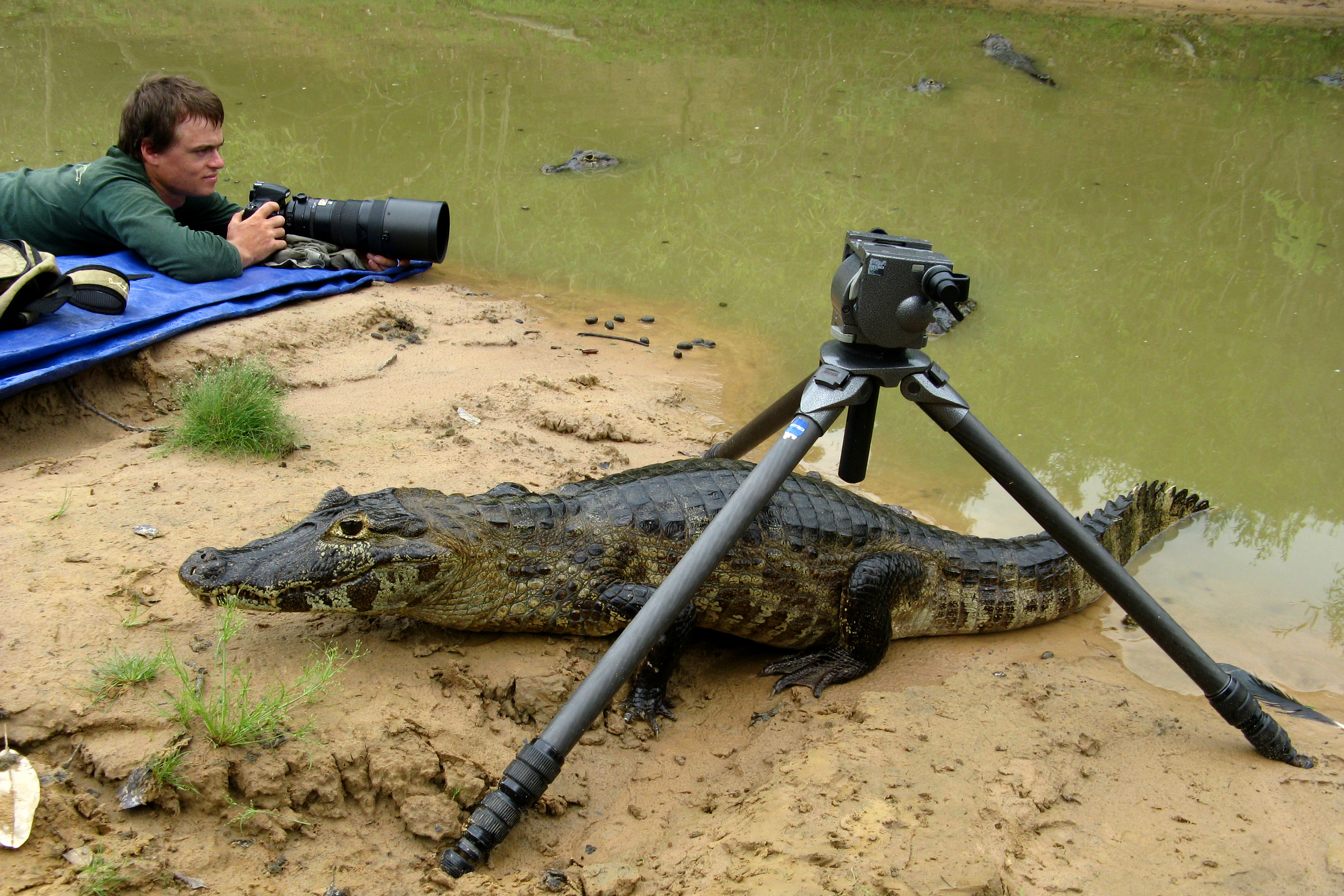
Photographie de caimans au Brésil (2009)

En 2006, il rénove une petite ferme et y fonde une entreprise qui accueille des photographes animaliers. Cet endroit devient un lieu de passage très fréquenté par les photographes européens pratiquant la technique de l'affût. La même année il est nommé pour la première fois « photographe animalier hongrois de l’année » (Hungary's Wildlife Photographer of the Year). Ce titre lui fut à nouveau attribué en 2006, 2008, 2010, 2013 et 2015, un record de nombre de victoires dans l’histoire du concours.

« Ses visions et idées innovantes, ainsi que ses solutions techniques impressionnantes ont complètement réformé la pratique photographique d’oiseaux. Ses accomplissements ont prouvé que photographier les animaux en pleine action en vaut la peine et montre leurs comportements caractéristiques. D’un point de vue éthologique, d’intéressants et rares moments qu’il considère comme typiques sont présentés avec un éclairage particulier et une perspective extrême. C’est un photographe qui ne cesse de renouveler ses techniques et d’inventer de nouveaux styles. »

— Dr Zsolt Kalotás, président fondateur de la Society of Hungarian Nature Photographers

### BBC Wildlife Photographer of the Year,Costa Rica,Brésil,Afrique du Sud

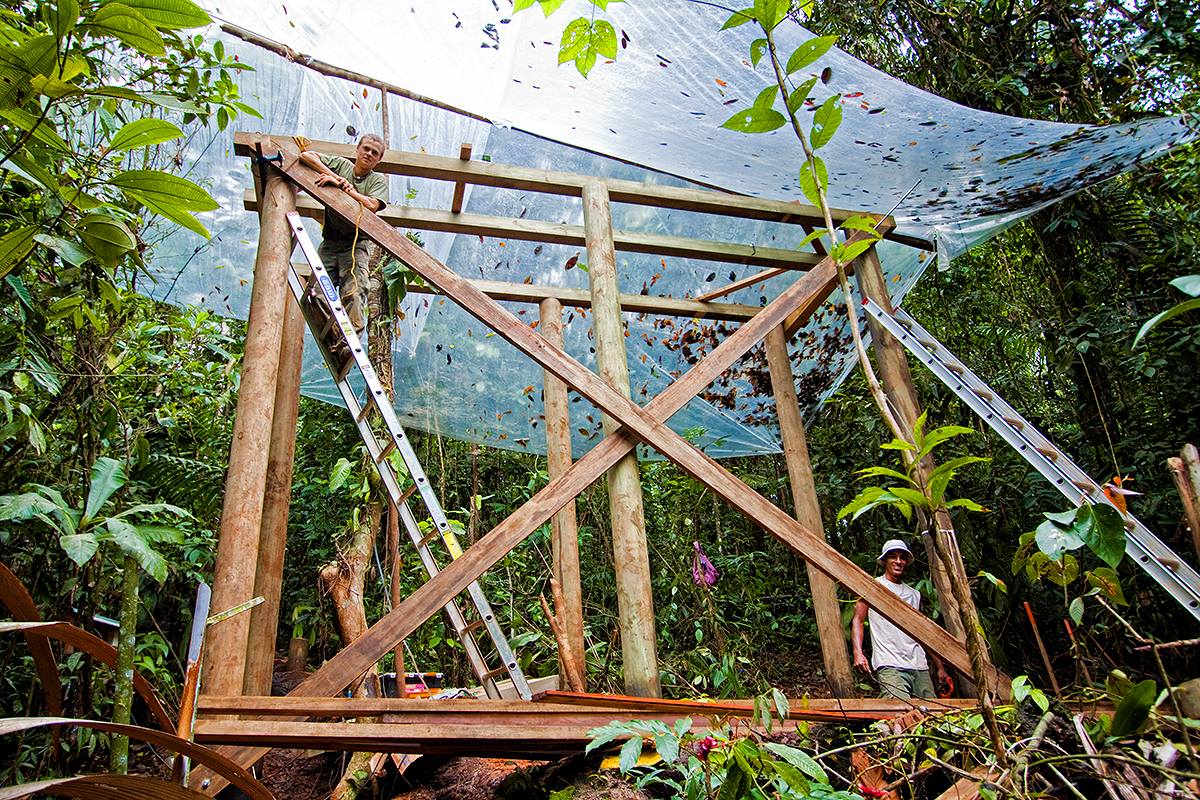
Tower blind, Costa Rica, 2009

De novembre 2008 à avril 2009 et de septembre 2009 à mars 2010, Bence travaille au Costa Rica et y construit des affûts pour photographes animaliers. Cette expérience lui permet de développer ses compétences en planification et en conception d’affûts et de tester différents matériaux et techniques de construction.
En 2010, sa photo de fourmis coupe-feuilles, intitulée Marvel of Ants, lui fait gagner le titre de photographe de la faune sauvage de l’année (Wildlife Photographer of the Year). Bence devient ainsi le seul photographe dans l’histoire du concours à gagner ce grand prix à la fois dans la catégorie jeune et adulte. En 2010, Bence est aussi nommé Citoyen d’Honneur par le village de Pusztaszer en reconnaissance pour son apport à la communauté locale.
Il construit en 2012 son premier affût submersible surnommé theater, Le Théâtre. Il construit aussi pour Zimanga Private Game Reserve , une réserve de chasse privée en Afrique du Sud, des affûts camouflés pour observer exclusivement les oiseaux et les mammifères. Ce projet devint une entreprise qui fit de ces extraordinaires affûts africains une alternative aux safaris traditionnels.

## Matériel photographique
| Année | Appareil photographique                          | Objectif / Lentille |
| ----- | ------------------------------------------------ | --- |
| 1998  | Zenit ES                                         | Zenit 2,8/50, 4,5/300 mm |
| 2000  | Chinon CG5                                       | Pentacon 2,8/135, 5,6/500 mm |
| 2001  | Nikon 8008s                                      | Nikon MF2,8/300 mm |
| 2002  | Nikon 8008s                                      | Nikon 2,8/20, 2,8/105 Macro, MF2,8/300 mm |
| 2003  | Canon EOS-1N RS                                  | Nikon 2,8/20, 2,8/105 Macro, MF 2,8/300 mm, Canon MF 5,6/800 mm                                                                                         |
| 2004  | Canon 300D, EOS-1N RS                            | Nikon 2,8/20, 2,8/105 Macro, MF 2,8/300 mm, Canon MF 5,6/800 mm                                                                                         |
| 2006  | Nikon D200, Panasonic FZ30, FZ50                 | Nikon 2,8/20, 2,8/105 Macro, MF 2,8/300 mm |
| 2008  | Nikon D300, Panasonic GH1                        | Nikon 2,8/20, 2,8/105 Macro, 2,8/300 mm, Sigma 5,6/300-800 mm                                                                                           |
| 2009  | Nikon D300, D700, Panasonic GH2                  | Nikon 2,8/20, 2,8/105 Macro, 2,8/70-200, 2,8/300 mm, Sigma 5,6/300-800 mm Tokina 10-17 mm fisheye                                                       |
| 2010  | Nikon D300, D700, Panasonic FZ100                | Nikon 2,8/20, 2,8/105 Macro, 2,8/70-200, 2,8/800 mm, Sigma 5,6/300-800 mm, Tokina 10-17 mm fisheye                                                      |
| 2012  | Nikon D700, D800, Panasonic FZ150, FZ200         | Nikon 2,8/20, 2,8/105 Macro, 2,8/70-200, 2,8/300, 4/200-400 mm, Sigma 5,6/300-800 mm,                                                                   |
| 2013  | Nikon D700, D800, D3S                            | Nikon 2,8/20, 2,8/105 Macro, 2,8/70-200, 2/200, 2,8/300, 4/200-400 mm, Sigma 2,8/15 fisheye, 5,6/300-800 mm, Tamron 2,8/14-28                           |
| 2014  | Canon 1DX, Nikon D800, D3S, Panasonic GH4        | Canon 70-200, 200-400 mm, Nikon 2,8/20, 2,8/105 Macro, 2,8/70-200, 2/200, 2,8/300, 4/200-400 mm, Sigma 2,8/15 fisheye, 5,6/300-800 mm, Tamron 2,8/14-28 |
| 2015  | Canon 1DX, Nikon D800, D3S, Panasonic GH4, FZ300 | Canon 2,8/15 Fisheye, 2,8/16-36, 2,8/70-200, 1,2/85, 2,8/100 Macro, 2/200, 2,8/400, 4/200-400 mm, Sigma 2,8/15 mm fisheye, Tamron 2,8/14-28 mm          |

Depuis 2006, Bence est l’un des visages de Panasonic, entre autres grâce au fait qu’il a démontré, avec ses photos, ce qui peut être réalisé avec du matériel de débutant. Il a testé en effet les appareils Panasonic dans des situations extrêmes comme notamment au Costa Rica, au Brésil, en Norvège, en Hongrie, au Sri Lanka et en Afrique.

## Récompenses et prix

### Prix principaux
- Jeune photographe de faune sauvage de l’année (international), 2002 (Young Wildlife Photographer of the Year (international))
- Photographe de faune sauvage de l’année (international)
- Jeune photographe de faune sauvage de l’année (Hongrie) 2000[14], 2001[15], 2002[16], 2003, 2004[17] (Young Wildlife Photographer of the Year (Hungary))
- Photographe de faune sauvage de l’année (Hongrie), 2006[18], 2008[19], 2010[20], 2013[21], 2015[22] (Wildlife Photographer of the Year (Hungary))
- Photographe de faune sauvage de l’année - Prix Eric Hosking pour le meilleur portfolio 2005[23], 2007[24], 2010[25], 2011[26] (Wildlife Photographer of the Year: Eric Hosking Award for the best portfolio)
- Photographe de faune sauvage de l’année (international), Catégorie oiseau - Gagnant, 2014[27] (Wildlife Photographer of the Year (international): Birds category, Winner)
- Photographe d’oiseau de l’année (Angleterre), 2005 (Bird Photographer of the Year (England))
- GDT – Photographe européen de faune sauvage de l’année (Allemagne), catégorie mammifères, Gagnant 2015[28], (GDT – European Wildlife Photographer of the Year (Germany), Mammals category, Winner)
- Premier prix au concours de la Meilleure photographie de Nature (États-Unis) 2010[29], 2012[30], 2014[31] (Nature’s Best Photography competition (USA), Category 1st prize)
- Photographe environnemental de l’année (Angleterre), premier prix 2010[32] (Environmental Photographer of the Year (England), Category 1st prize)
- Concours photo Memorial Maria Luisa (Espagne), gagnant 2010[33] (Memorial Maria Luisa Photo Contest (Spain), Overall winner)
- Concours international de photographie MontPhoto (Espagne), gagnant 2014[34], 2015[35] (MontPhoto International photography contest (Spain), Overall winner)
- Concours photo international (Aves – Belgique), gagnant 2014[36] (Aves International Photo Contest (Belgium), Overall winner)
- Concours international de photo nature Transnatura (Roumanie), gagnant 2015[37] (Transnatura International Nature Photo Competition (Romania), Overall winner)
- Concours international de photographie de faune sauvage (États-Unis), gagnant 2014[38] (National Wildlife international wildlife photography competition (USA), Overall winner)
- Concours international de photographie EuroNatur (Allemagne), gagnant 2014[39] (EuroNatur International Photography Competition (Germany), Overall winner)

### Autres prix et titres
- Pro Natura award, 2016
- Junior Prima award, 2014[40]
- Blikk – Homme de l’année, catégorie presse, 2013 (Blikk – Man of the Year, press category)[41]
- Un des 30 Hongrois talentueux de moins de 30 ans (One of the 30 successful young Hungarians under 30), 2014 (Forbes magazine)[42]
- Le neuvième plus connu Hongrois contemporain (The 9th best known contemporary Hungarian), 2014 (Bridge Budapest)[43]
- Top 10 du classement des Hongrois de premier plan, catégorie culture (Top 10 – leading Hungarians in the world), 2015[44]

## Activités caritatives

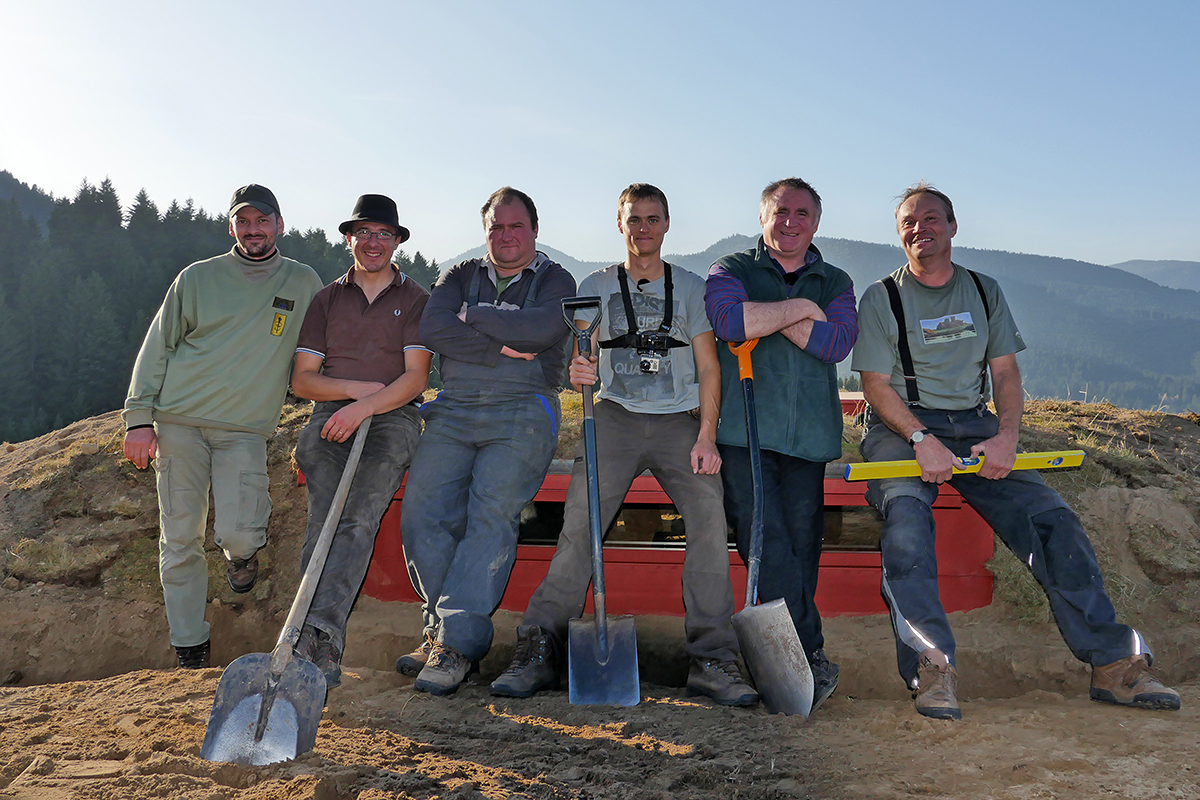
Construction d’affûts en Transylvanie avec Csaba Böjte (2014)

L’inspiration et modèle de Bence est le Hongrois Csaba Böjte, un moine catholique franciscain, qui a fondé la St Francis Foundation pour des orphelins et enfants en besoin. Cette organisation a déjà aidé 5 000 enfants. Bence a coopéré avec Frère Csaba et construit des affûts pour la fondation. Depuis 2013 il participe au programme Honorary Godparent qui offre l’opportunité de contribuer aux soins d’un enfant.
La popularité de la série télévisée The Invisible Bird Photographer parmi les enfants a incité Bence à créer des aires des jeux sur le thème de la photographie de la vie sauvage, ce qui amène les enfants à découvrir ce type de photographie. Les affûts sont équipés de verres sans tain, de chauffage électrique ainsi que de barres de singes et de toboggans pour inciter les enfants à participer aux activités extérieures.
Bence offre ses photos gratuitement aux parcs nationaux hongrois pour les fins de préservation de la nature. Depuis 2013, il a été nommé Ambassadeur des Parcs Nationaux (Ambassador of National Parks) hongrois.

## Publications

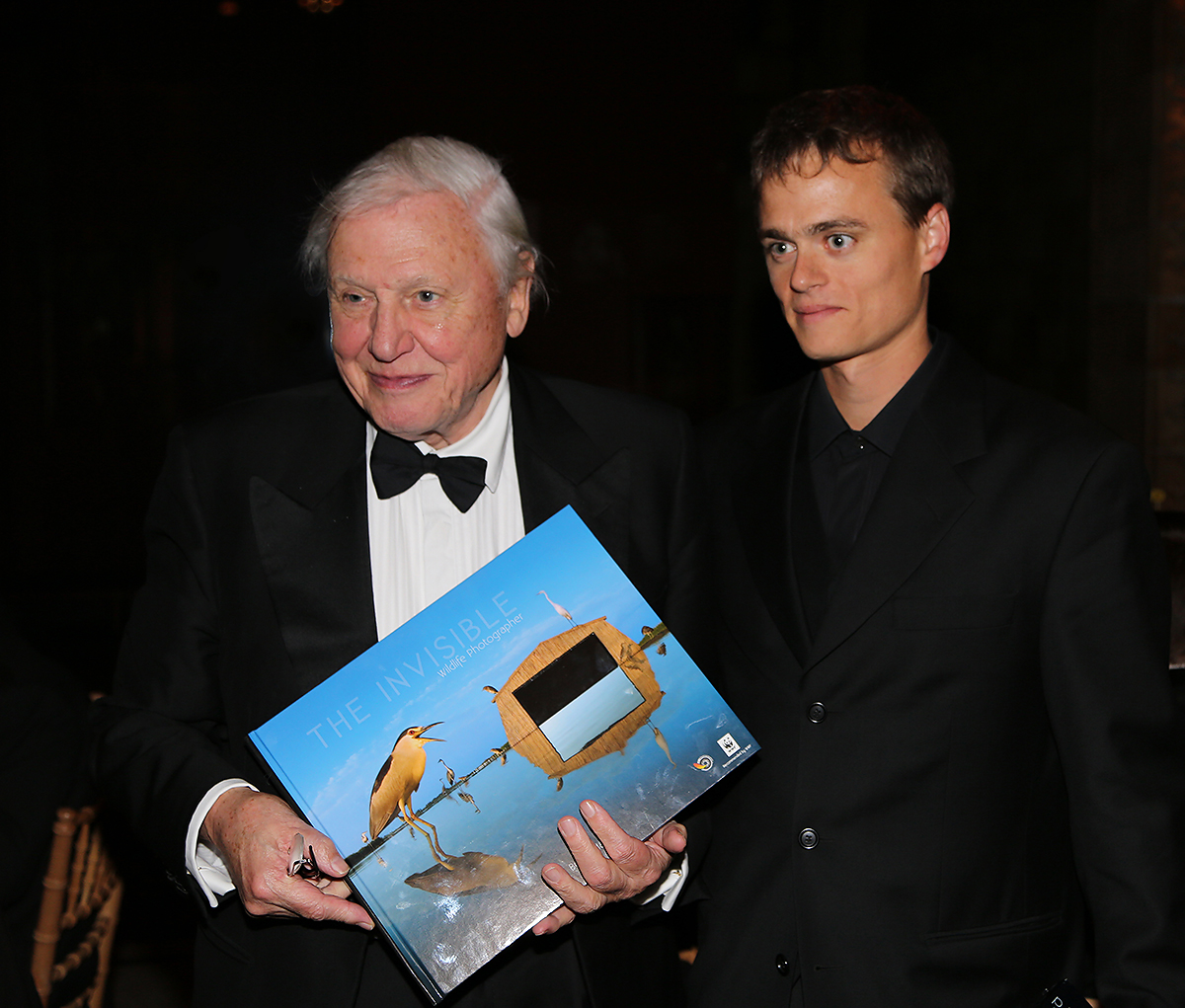
Bence avec Sir David Attenborough, Londres (2014)

- The Invisible Wildlife Photographer (Le photographe invisible de faune sauvage) –  (ISBN 978-963-06-9845-0). Pour la première édition, la couverture de 500 copies du livre (qui était alors dédicacé et relié à la main) comportait un morceau de verre similaire à ceux utilisés par le photographe. Le livre n’est plus disponible aujourd’hui et son prix de collection tourne autour des 150 euros. L’album fut plus petit et simplifié pour la seconde édition. Les photos, textes et droits de publication appartiennent à Bence Mate. Langues : Anglais et Hongrois.
- The Handbook of Bird Photography (Le manuel pour la photographie d’oiseaux) –  (ISBN 978-1-937538-10-1). Il s’agit d’un manuel pratique de la photo d’oiseaux. Ce manuel donne beaucoup de conseils allant de la construction de camouflage aux techniques de flash pour les concours photos. Co-auteurs: Markus Varesvuo and Jari Peltomäki; éditeur: Rocky Nook. Langues : Anglais, Allemand, Français et Finnois.

## Films
- The Invisible Bird Photographer. Spektrum Television commanda à l’atelier de cinématographie scientifique természetfilm.hu, dirigée par Chello Media (hu), trois courts-métrages de 26 minutes. Ces derniers eurent un grand succès. Les plans au ralenti faits par la caméra furent préparés par Bence. Réalisateur : Attila Molnár; Directeurs de la photographie : Zsolt Marcell Tóth, Bence Máté; narrateur : Péter Rudolf.